# جمعة مسعودي
جمعة مسعودي هو لاعب كرة قدم بوروندي في مركز الهجوم، ولد في 30 أغسطس 1977 في بوجومبورا في بوروندي. شارك مع منتخب بوروندي لكرة القدم. أما مع النوادي، فقد لعب مع رايون سبورتس.

## وصلات خارجية
- جمعة مسعودي على موقع الاتحاد الدولي (مؤرشف)  (الإنجليزية)
- جمعة مسعودي على موقع قاعدة بيانات كرة القدم.إي يو (الإنجليزية)
- جمعة مسعودي على موقع ناشيونال فوتبول تيمز (الإنجليزية)